# Sporisorium tripogonis
Sporisorium tripogonis är en svampart som beskrevs av Gandhe, N.D. Sharma & Vánky 1993. Sporisorium tripogonis ingår i släktet Sporisorium och familjen Ustilaginaceae.   Inga underarter finns listade i Catalogue of Life.